# Bồ câu vằn
Geopelia striata là một loài chim trong họ Columbidae. Đây là loài bản địa của Đông Nam Á.

## Môi trường sống và phạm vi phân bố
Đây là loài bản địa loạt của các loài kéo dài từ miền Nam Thái Lan, Tenasserim, bán đảo Mã Lai và Singapore đến các đảo Sumatra, Java, Bali và Lombok Indonesia. Nó cũng có thể có nguồn gốc ở Philippines.
Đây là loài phổ biến trong điều kiện nuôi nhốt và nhiều quần thể đã xuất hiện bên ngoài phạm vi gốc của nó do thoát ra hoặc sự cố ý phát hành. Nó có thể được tìm thấy ở miền trung Việt Nam, Thái Lan, Lào Campuchia, Borneo, Sulawesi, Hawaii (được du nhập năm 1922), Tahiti (1950), New Caledonia, Seychelles, quần đảo Chagos (1960), Mauritius (trước 1768), Réunion và Saint Helena.
Nó sống ở xứ có cây bụi, đất nông nghiệp và xứ mở trong vùng đất thấp và thường gặp ở các công viên và vườn. Việc người ta đặt bẫy bắt làm chim cảnh đã khiến cho loài chim này trở nên hiếm hoi ở một số khu vực ở Indonesia, nhưng trong hầu hết khu vực phân bố, đây là loài phổ biến. Bồ câu vằn là một trong những loài chim phổ biến nhất ở một số nơi như Hawaii và Seychelles.

## Mô tả
Đây là loài có kích thước nhỏ nhất trong họ hàng chim bồ câu. Loài chim này nhỏ và mảnh mai với một cái đuôi dài và hẹp. Trên lưng màu xám hơi nâu với các sọc ngang màu đen và trắng. Trên cổ có nhiều vằn xen kẻ. Phía dưới có màu hồng nhạt với các sọc màu đen ở hai bên ức, cổ và bụng. Khuôn mặt là màu xám xanh biển với da trần màu xanh biển quanh mắt. Loài bồ câu này dài 20–23 cm với chiều dài sải cánh dài 24–26 cm.